# Златно
Златно (словац. Zlatno, угор. Zlatnó) — село, громада в окрузі Полтар, Банськобистрицький край, центральна Словаччина. Кадастрова площа громади — 0,36 км². Населення — 472 особи (за оцінкою на 31 грудня 2017 р.).
Перша згадка 1836 року.

## Населення
| Рік:            | 1994. | 2004. | 2014.   | 2024.   |
| --------------- | ----- | ----- | ------- | ------- |
| Кількість осіб: | 0     | 514   | 472     | 439     |
| Різниця:        |       | –     | -8,17 % | -6,99 % |

| Рік:            | 2023. | 2024.   |
| --------------- | ----- | ------- |
| Кількість осіб: | 447   | 439     |
| Різниця:        |       | -1,78 % |